# 970년대
970년대는 970년부터 979년까지를 가리킨다.